# 沃氏拟日月贝
沃氏拟日月贝（学名：Propeamussium watsoni），是莺蛤目光芒海扇蛤科拟日月贝属的一种。主要分布于中国大陆，常栖息在潮下带、水深850米。